# Denzil Freeth

Denzil Kingston Freeth MBE (10 tháng 7 năm 1924 – 26 tháng 4 năm 2010) là một chính khách Bảo thủ người Anh.
Sinh ra ở khu vực Paddington ở London, Freeth được giáo dục tại Trường Shertern và sau đó phục vụ trong Không quân Hoàng gia. Năm 1946, ông lên Trinity Hall, Cambridge. Trong khi tại Đại học Cambridge, ông trở thành Chủ tịch của Liên minh Cambridge.
Ông là Nghị sĩ Quốc hội cho Basingstoke từ năm 1955 cho đến khi ông từ chức năm 1964. Ông được bổ nhiệm làm Bộ trưởng Khoa học của Quốc hội và tham gia thành lập Ủy ban Trent.
Freeth đã hỏi câu hỏi đầu tiên về người khiếm thính trong Hạ viện năm 1964, khi ông yêu cầu Chính phủ, chính quyền địa phương và công chúng dành cho những người có điều kiện quan tâm và hỗ trợ nhiều hơn.
Sau khi rời quốc hội, ông làm việc như một nhà môi giới chứng khoán. Freeth đã phục vụ gần 20 năm với tư cách là một Churchwarden của Nhà thờ Công giáo-Anh giáo hàng đầu London, All Saints, Margaret Street.
Theo cuốn sách của Michael McManus về lịch sử của thái độ bảo thủ đối với đồng tính luyến ái, Freeth là người đồng tính. Đồng tính luyến ái của ông đã được phát hiện bởi Lord Denning, người sau vụ Profumo, được thủ tướng Harold Macmillan giao nhiệm vụ xác định các bộ trưởng khác có thể là 'rủi ro an ninh'. Phát hiện của Denning rõ ràng dẫn đến việc Freeth bị yêu cầu từ bỏ ghế vào năm 1964.